# Barnwell megye
Barnwell megye az Amerikai Egyesült Államokban, azon belül Dél-Karolina államban található. Megyeszékhelye és legnagyobb városa Barnwell. Lakosainak száma 20 589 fő (2020. április 1.). Barnwell megye Aiken, Bamberg, Orangeburg, Allendale és Burke megyékkel határos.

## Népesség
A megye népességének változása:
| Lakosok száma | 22 613 | 22 383 | 22 271 | 22 119 | 21 725 | 20 589 |
|               | 2010   | 2011   | 2012   | 2013   | 2015   | 2020   |